# 林海音
林海音（1918年4月28日—2001年12月1日），本名林含英，中華民國文學作家、編輯，苗栗頭份人，祖籍廣東蕉嶺，出生于日本大阪，4歲前居住在母親故鄉臺北廳板橋街（今新北市板橋區），後遷居北京至成年。曾任北平世界日報記者、編輯，後隨中華民國政府播遷來臺後跟著回到臺灣，之後曾任國語日報編輯、聯合報副刊主編，主要成就有第三届“世界华文作家大会”终身成就奖和第二届扶轮社文学奖。
林海音致力於發掘優秀的寫作人才，並鼓勵停筆多年的日治時期作家重新寫作，同時也曾受聘於省教育廳及國立編譯館編輯兒童讀物與編寫小學國語教科書，於語文教育上貢獻許多。林海音的成名作为小说《城南舊事》，另有創作散文、兒童文學等。她也在1967年創立《純文學》月刊，隔年創立纯文学出版社，堪稱臺灣第一個文學專業出版社。在2001年因病逝世于台北。四十餘年來，林海音與其作家丈夫何凡（夏承楹）從事編輯、寫作、出版三項工作，從未間斷，對台灣現代文學的推展，深具影響。

## 生平
1918年農曆3月18日生於日本大阪絹笠町（現：西天満2丁目），原名林含英，乳名英子。就讀北京廠甸附小、春明女子中學、北京新聞專科學校。因喜歡美國作家露意莎·梅·奧爾柯特的小說《小婦人》，所以以書中老四的名字「Amy」作為自己的英文名字。
父親林煥文為台灣苗栗縣頭份客家望族，於總督府國語學校畢業後在新竹新埔公學校任教（在此期間客家作家吳濁流正好在此校就讀國小亦為其學生），一年後應板橋林家之聘北上，並在當地娶黃愛珍為妻。1917年偕妻子離開台北赴日本大阪經商，林海音出生後不久，因父親事業沒有發展、積蓄所剩無幾，因而回到台灣，但旋即又舉家遷往北京南城居住。
1925年進入廠甸小學就讀。1931年，父親在林海音13歲時病逝於東單三條的日華同仁醫院，剩下她與母親一起照顧四位妹妹秀英、燕珠、燕瑛、燕玢和兩位弟弟。初三的時候，北京國立藝專戲劇系的同學排演小仲馬的《茶花女》，並邀請林海音飾演茶花女的女僕納寧娜。在春明女子中學就讀時，喜歡上文學。中學畢業後投考北京新聞專科學校，求學期間積極參與排球隊。林海音因運動而結識了當時《世界日報》的編輯，其中一位名叫夏承楹（筆名何凡）的人吸引了英子，他是北海溜冰場有名的花樣滑冰健將。
1935年，林海音進入《世界日報》工作，負責採訪文教及婦女新聞，與夏承楹共用一個辦公桌。兩人的感情在工作中油然而生，後於北平協和醫院禮堂結婚。婚後搬進位於永光寺街一號的夏家，和四十多口大家庭上下相處融洽。夫妻倆育有一子夏烈（夏祖焯）和三女夏祖美、夏祖麗、夏祖葳。第二次世界大戰結束後，林海音與家人搬到南長街三十八號。1948年，從南苑機場上飛機回到台灣，離開住了二十六年的北京。
1949年5月，林海音開始擔任國語日報編輯。同年12月主編國語日報週末版（至1955年10月）。1953年11月受聘為聯合報副刊主編。1956年擔任世界新聞專科學校（世新大學前身）教師。1957年11月擔任《文星》雜誌的文學編輯（至1961年10月）。1964年受聘於台灣省教育廳兒童讀物編輯小組，擔任第一任文學編輯，從此將筆頭拓展至兒童文學。1964年4月受美國國務院邀請，訪美四個月。1967年1月創辦純文學月刊並擔任發行人及主編，隔年成立純文學出版社。1970年加入國立編輯館國小國語課編審委員會，主稿一、二年級之國語課本（至1996年）。
1998年，林海音於80歲高齡獲頒第三屆世界華文作家大會「終生成就獎」。隔年獲頒五四獎「文學貢獻獎」。2000年5月由中國文藝協會頒贈「榮譽文藝獎章」。晚年為糖尿病、腦中風、肺炎所苦，2001年12月1日11時46分因器官衰竭辭世於台北振興醫院，終年83歲。

## 文學創作
林海音在1948年返台，並在1949年進入了《國語日報》擔任編輯，而後在1953年轉到了《聯合報》，主編聯合副刊。作家鍾肇政發現聯合副刊漸漸不像以前只為了宣傳，反而多了許多文學氣息。此外，還蒐集了許多本省籍作家的作品，而他的作品《魯冰花》便是第一個被連載在報紙上的台灣作家的長篇小說。
戰後許多作家努力開始用華語寫作，但文筆仍不夠通順，林海音身為聯合副刊的主編，也會替他們修改不通順的文字才將文章刊登出來。後來因為王鳳池的「船長事件」，林海音解除了十年來聯合副刊主編的生涯。
在從事編輯期間，林海音創作了許多的文學作品。她在1950年發表了第一部小說《爸爸不在家》、1953年出版了第一本散文集《冬青樹》、1959年出版了第一部長篇小說《曉雲》等。林海音雖然是記者出身，但編輯工作已漸不能滿足，她說：「我覺得把自己主觀的看法置身於外，而專為客觀的新聞寫作，已經不能滿足我的寫作慾望，這慾望便是我要發揮我自己對事物的看法或感受，因此才使我由新聞寫作進入文藝寫作，以至今日。」林海音相當欽佩前輩作家凌叔華，並以她的寫作理念來自我期勉。
純文學這個概念最先由林海音提出，提倡不含政治及商業目的地創作文學。她於1967年創辦《純文學月刊》，並在隔年成立純文學出版社，培育無數青年作家。她的名言是：「有人得意，看背影就可以知道；有人失意，聽腳步聲就可以知道。」
她的創作範圍極廣，包含了小說、散文、廣播、兒童文學、雜文和文學評論等。而她作品筆下的主角多為她所見聞的舊時代封建女性及她身邊的人。雖然所寫的故事劇情多半較為傷感，卻真實刻畫出社會的現實及對人性的描寫。

## 船長事件
1963年4月23日，《聯合報》副刊曾刊登一首題為《故事》的詩，內容敘述一艘船在大海裡飄了很久很久，最後飄到一個孤島上，金銀財寶慢慢用完，生活陷於困境之中，台灣警備總司令部認為這是影射蔣中正和中國國民黨，把詩的作者署名「風遲」（被當局認為是「諷刺」的諧音，本名王鳳池）因「叛亂嫌疑」收押，交付台灣仁愛教育實驗所感化，共坐了3年又5個月的牢。林海音也因此請辭離開《聯合報》。
《故事》 作者：風遲（本名王鳳池）
從前有一個愚昧的船長
因為他的無知，
以致於迷航海上
船隻漂流到一個孤獨的小島
歲月幽幽，一去就是十年的時光
他在島上邂逅了一位美麗的富孀
由於她的嫵媚和謊言，致使他迷惘
她說要使他的船更新，人更壯，然後啟航
而年復一年，所得到的只是免於飢餓的口糧
她曾經表示要與他結成同命鴛鴦
並給他大量的珍珠瑪瑙和寶藏
而他的鬚髮已白，水手老去
他卻始終無知於寶藏就在他自己的故鄉
可惜這故事是如此的殘缺不全

以致我無法告訴你那以後的情況
投訴內容提到:《故事》中寫的“愚昧的船長”為影射蔣中正，“飄流到一個孤獨的小島”明指台灣，“美麗的富孀”暗指當局接受美援，“她的狐媚”是說美國用美麗的謊言欺騙當局……，然而林海音長期的編輯生涯給她養成的不是政治嗅覺而是藝術觸覺，她不善於直接往政治上聯想，不習慣於去調查作者的政治背景。
鐘肇政說，林氏“很明顯的是個自由派”。林海音編發稿件的出發點不是文學與政治的同構關係，而是作家與自由的親和。這種自由主義思想是對抗當局政治干預文藝的一種武器，也反映出匪諜事件及政府介入對文壇的影響及衝擊。因為她過去未有過「通匪」的前科，且是文壇有極高知名度的女作家，當局讓她「在和平的會談下辭去職務」了事。
對這次事件的說法:
這次的事情，使我真正體驗到的是：「吞下眼淚」是什麼滋味！我是喜歡笑的女人，但是喜歡笑的人，大半也喜歡哭，我不例外，我像一隻受了委曲的鳥，本應當大哭一場的，但硬是把眼淚吞下去了。——林海音

在那個時代，這種事可大可小，能平安解決就很好了。我們能做的事很多，不做這件事，可以做那件事。——何凡（林海音丈夫）

## 對於台灣文壇的貢獻
林海音在擔任聯合副刊的編輯時挖掘了不少意外文壇珍珠，現在鼎立在文壇中的翹楚們即是她當時慧眼所提拔的，她培育人才的勇氣與膽識成就台灣文學的根基，同時也給予了新人作家鼓勵，使他們繼續為台灣文學這條道路努力前進。許多作家們的第一篇作品，例如七等生〈失業、撲克、炸魷魚〉、鄭清文〈寂寞的心〉、黃春明〈城仔落車〉、林懷民〈兒歌〉等，都是由林海音主編《聯副》時所發表的。
黃春明曾說：「從小，我在人群、團體裡找不到一個位置，直到服兵役時開始向《聯合報》副刊投稿，第一篇作品〈城仔落車〉就受到素昧平生的林海音主編的肯定，彷彿也給了我的人生一個定位。」
鄭清文第一篇作品是1958年3月發表在《聯副》，他認為，當一個人的思想和文字都還沒有成熟時候，「忽然有人肯定了你正在摸索的路，你便有足夠的勇氣走下去。」
林海音重視自戰前日語轉換至戰後漢語書寫的作家，林海音鼓勵他們重拾彩筆，如鍾理和、鍾肇政、廖清秀、陳火泉、施翠峰等。而她則耐心修改她們不太順暢的文字，予以刊登。林海音在主編《聯副》時，不僅廣闢各種文學專欄，大量刊載文學作品，更具開明風範廣納各路作家，也為台灣文學的建構立下功績。像是協助鍾理和《雨》、《笠山農場》能夠出版，鍾肇政《魯冰花》這部長篇小說也是受到林海音的賞識，讓他開始邁向作家之路。
鍾肇政說：「《聯副》......篇幅是那麼小，除了一個方塊與一寫一譯的兩個連載之外，一篇小說只能有三千來字長，……我們相約拼命地向她投稿，收穫還算很豐碩，與編者也建立了深厚的友誼，書信往返，經常不斷。」

### 客家及鄉土文學
林海音於五〇年代擔任聯合報副刊主編期間，發掘了鍾肇政、鍾理和、黃春明、七等生等作家，沒有她的賞識與提攜，這些作家或許無從開啟寫作之路，後人也就無法見證上述作家今日在文壇的巨作。

## 著作

### 小說（集）
- 《綠藻與鹹蛋》（1957，台北：文華出版社）。是林海音的第一本短篇小說集，裡面選錄了《綠藻與鹹蛋》、《標會》等13篇短篇小說，多是林海音搬到台灣後的生活小品。英文版於1964年出版，由殷張蘭熙翻譯。
- 《曉雲》（1959，台北：紅藍出版社）。有美麗名字的少女曉雲，卻步上母親愛情悲劇的後塵，成為介入他人家庭的第三者……《曉雲》是一篇長篇小說，敘述一個高中畢業的年輕女孩曉雲，對於愛情的憧憬。當她做家教時，與家教的男主人談戀愛，卻因此歷經了人間悲歡。
- 《城南舊事》（1960，台中：光啟社）。包括《惠安館傳奇》、《我們看海去》、《蘭姨娘》、《驢打滾兒》、《爸爸的花兒落了，我也不再是小孩子》、《冬楊·童年·駱駝隊》，講述林海音童年時的生活往事。《爸爸的花兒落了，我也不再是小孩子》一文收錄在台灣高中國文龍騰版課本第三冊第二課。《冬陽·童年·駱駝隊》一文則收錄於小學語文五年級下冊、S版小學語文六年级下冊。英文版於1992年出版，齊邦媛、殷張蘭熙翻譯。日文版於1995年出版，杉野元子翻譯。德文版於1997年出版，蘇珊妮‧赫恩芬柯翻譯。
- 《婚姻的故事》（1963，台北：文星書店）。是由五篇中篇小說組合而成，20年代的婦女面臨新舊交替的年代，林海音以這些女子面對婚姻的徬徨與無奈為藍本，寫出她自己的愛情婚姻觀。
- 《燭芯》。短篇小說集。（1965，台北：文星書店）
- 《春風麗日》。長篇小說。（1967，香港：正文出版社）
- 《孟珠的旅程》（1967，台北：純文學出版社）。歌女孟珠是一位離鄉背井來到台灣紮根生活的女子，賺錢養家是為了供應妹妹上大學讀書，她結婚前夕卻發現自己的未婚夫，竟然是自己最親愛的妹妹多年傾心的情人。[13]
- 《春風》（1971，台北：純文學出版社）。女主角是一位女校長名為呂靜文，辦學有成，化雨無數，卻在婚姻搞得一蹋糊塗、力不從心。丈夫因為她的地位顯得柔弱，至此外遇尋求更美好的愛巢。[13]
- 《金鯉魚的百襉裙》（1997，浙江文藝出版社）。短篇小說集，20年代的婦女面臨新舊交替的年代，林海音以「青銅十女子」為藍本，寫下一連串當時婦女面對婚姻的徬徨與無奈。

### 散文集
- 《冬青樹》（1955，台北：重光文藝）。是林海音的第一本散文集，整個收錄的文集，主要為林海音針對家庭、倫理、婚姻、兒教等有感而發的作品。書中「竊讀記」一文收錄於人教社2005年版小學語文五年級上冊。
- 《作客美國》（1966，台北：文星書店）。是林海音寫的散文集，以她去美國考察、採訪四個月的經過為主題，內容有美國婦女的生活、兒童文學在美國，以及中國作家在美國。
- 《兩地》（1966，台北：三民書局）
- 《窗》（1972，台北：純文學出版社）。與何凡合著。
- 《芸窗夜讀》（1982，台北：純文學出版社）。主要收錄林海音曾經寫過的序文，或者是她自己讀書的讀後感，是她分享愛書同好的私房閱讀筆記。
- 《剪影話文壇》（1984，台北：純文學出版社）。主要是林海音寫她當聯合報副刊主編時，與當時一些文壇年輕的後輩交往情形，如今這些人也都各有成就，附上照片映照古今，格外有趣。
- 《家住書坊邊》（1987，台北：純文學出版社）
- 《一家之主》（1988，台北：純文學出版社）
- 《春聲已遠》（1992，九歌文學）。是林海音豐富人生閱歷的結晶，書寫朋友特殊遭遇以及醇厚情誼；不止憶往，更是史料。
- 《寫在風中》（1993，台北：純文學出版社）。林海音在台灣百業待舉的時代，伏案揮筆，寫就了台灣生活、感情的種種。《寫在風中》生動的畫面，記錄了小我的生命軌跡，也反映時代轉折的歷史側面。
- 《奶奶的傻瓜相機》（1994，台北：民生報）
- 《生活者．林海音》（1994，台北：純文學出版社）
- 《往事悠悠》（1995，北京：燕山出版社）
- 《英子的鄉戀》（1996，人民日報出版社）。是以「生活者林海音」為精選的散文集，英子即是林海音，當她生活在北平時想念的是台灣，反之亦然。兩個故鄉就有兩種鄉愁，但是林海音超越了省籍認同，用最真誠、醇厚的筆觸寫出對於兩地的情感。[14]
- 《我的京味兒回憶錄》（2000，格林文化）。講述北京城裡許多古老的習俗、食物，也講述林海音年輕時在北平的生活，可以和《城南舊事》一同閱讀，讓年輕一輩的讀者認識老北京。

### 其他作品
- 《薇薇的週記》。廣播劇本。（1968，台北：純文學出版社）
- 《林海音自選集》。（1975，黎明出版社）
- 主編共26卷的《何凡文集》。（1989）
- 《聰明》、《神奇》。圖錄。（1992，台北：東華書局）
- 《城南舊事》。繪本，關維興繪圖（1994，台北：格林文化）
- 《從城南走來——林海音傳》。女兒夏祖麗撰寫。（2000，台北：天下文化）

### 兒少文學
林海音早年極力推廣少兒文學──參加何凡主持的世界兒童文學名著編譯計畫、擔任由台灣省國民學校教師研習會舉行的「兒童讀物寫作班」講師、「兒童文學研習會」講師、1964年擔任台灣省政府教育廳兒童讀物編輯小組文學主編。
- 《金橋》為林海音的第一部兒童讀物，是一個以「犧牲小我」為主題的故事。一個孩子願意守在橋樑旁只為了警示大家危險，而大地主受到感動因此幫助孩子、村民們修築。（1956，台北：台灣書店）
- 《蔡家老屋》撰寫動機是為了孩子了解到世上沒有鬼而寫的鬼故事，對她而言，這是一本對孩子有益的「鬼故事」。（1966，台北：台灣書店）
- 《我們都長大了》把七種動物的生命歷程寫進故事中，是「科普」的寫作示範，不僅教育了孩子知識，也帶給他們無限想像。（1967，台北：台灣書店）
- 《不怕冷的企鵝》（1967，台北：台灣書店）
- 《請到我家鄉來》（1978，台北：台灣書店）
- 《林海音童話集》（1987，台北：純文學出版社）
- 《惠安館的小桂子》（1996，台北：格林文化）
- 《我們看海去》（1996，台北：格林文化）
- 《驢打滾兒》（1996，台北：格林文化）

林海音極具重視教育意義與明確目標來寫兒少故事書，並且使用小孩子的口吻來敘述一個故事的發展，她是以孩子的眼睛看世界，站在他們的眼界來看這個世界，也是林海音的目的，這樣會使孩子們更能容易進入故事中且學到東西。

## 文學評價
- 葉石濤：「然而，林海音的作品，顯得特别，有其特質和與眾不同的風格，是由於她更固執地把題材隻限囿於女人身上，以女人的心眼和細致的觀察來塑成一個世界；時代的推移，社會的蛻變，世事的滄桑，皆透過女人的心身來尋覓表現。」
- 應鳳凰：「《城南舊事》不論從那個角度閱讀都是很好的作品，有人說它是女性作品，因爲里面的主角，比如惠安館里面的秀珍、宋媽，都是以女性爲主角。有人認爲它是一部成長小說。整部小說是一個成長的過程，可以是青少年成長小說，也可以是兒童讀物，或是成年讀者對童年的回憶，它是有很多面向的，我想這是經典小說很重要的條件。」

## 獲獎
- 1956年 第二屆扶輪社文學獎
- 1985年 《剪影話文壇》獲選1984年台灣最具影響力的十本書
- 1990年 主編的《何凡文集》榮獲圖書主編金鼎獎
- 1994年 第二屆「向資深華文作家致敬獎」
- 1995年 《城南舊事》繪圖本出版（共三冊），獲《中國時報》開卷版最佳童書、《聯合報》讀書人年度最佳童書、金鼎獎推薦獎。
- 1998年 第三屆世界華文作家頒贈「終身成就獎」
- 1999年 第二屆五四獎「文學貢獻獎」
- 1999年 《城南舊事》德文版榮獲瑞士「藍眼鏡蛇獎」
- 2000年 中國文藝協會頒贈「榮譽文藝獎章」
- 2000年《城南舊事》獲選「二十世紀中文小說一百強排行榜」
- 2001年 獲頒世新大學「終身成就獎」

### 引用
1. ↑  . 臺灣現當代作家研究資料彙編收存系統.   [2025-03-12]. （原始内容存档于2025-04-09） （中文（繁體））.
2. ↑  . ウィキペディア.   [2022-12-04]. （原始内容存档于2023-03-14） （日语）. 翌1944年に堂島浜通1丁目の御堂筋以東が絹笠町（現：西天満2丁目）へ編入され
3. ↑  樊超群. . 夏小強的世界. 2021-04-15  [20236-6-]. （原始内容存档于2023-06-06）.
4. 1 2 3 4 5 6 7 8 9 10 11  夏, 祖麗. . 臺北市: 天下遠見. 2000. ISBN 957-621-738-5.
5. ↑  朱宥勳. . 鳴人堂. 2015-11-20  [2023-05-24].
6. 1 2  應鳳凰、黃恩慈. . 50年代文藝雜誌及作家影像資料庫.   [2023-05-24]. （原始内容存档于2023-05-24）.
7. ↑  詹于穎. . 人間福報. 人間福報. 2009-08-10  [2023-06-06]. （原始内容存档于2023-06-07）.
8. ↑  . 目宿媒體.   [2023-05-24]. （原始内容存档于2023-05-25）.
9. ↑  文藝資料研究及服務中心. . 文藝資料研究及服務中心. 2121-12-3  [2023-06-06].
10. ↑  吳明勇. . 台北市: 臺灣大百科全書. 209-09-09  [2025-02-15]. （原始内容存档于2021-01-02） （中文（臺灣））.
11. ↑  古, 遠清. . 臺北市: 萬卷樓圖書. 2021: 50–53. ISBN 978-986-478-528-5.
12. ↑  宋雅姿. . 文訊 (台北市: 文訊雜誌社). 2004-8, (226): 133  [2025-02-15]. （原始内容存档于2025-04-09） –國立公共資訊圖書館.
13. 1 2  應鳳凰.  (PDF). （原始内容 (PDF)存档于2016-06-24）.
14. ↑  林海音. . 九歌文學網. 2003-12-10  [2025-02-15]. ISBN 957-444-093-1. （原始内容存档于2020-03-26）.
15. ↑  林海音. . 國立台灣文學館. 1994  [2025-02-15]. （原始内容存档于2016-09-24）.

## 外部連結
- 國家圖書館-當代名人手稿典藏系統 （页面存档备份，存于）
- 林海音數位主題館 （页面存档备份，存于）（國立臺灣文學館 （页面存档备份，存于）委託國立中興大學建置）
- 東華大學-台灣文學資料庫
- 林海音小說全集 （繁體中文）
- 從城南走來─林海音傳 （繁體中文）
- 城南之外的故事 （页面存档备份，存于） （繁體中文）
- 成功大學圖書館－林海音女士紀念特展 認識林海音 （繁體中文）
- 小天下-林海音童話故事 （页面存档备份，存于） （繁體中文）
- 穿越林間聽海音
- 桃園縣政府客家事務局－客家文學館 （页面存档备份，存于）
- 成功大學－五〇年代文藝雜誌與影相資料庫 （页面存档备份，存于）
- 遠去的英子——林海音的文學世界 （页面存档备份，存于）
- （页面存档备份，存于）《城南舊事》中的成長主題研究

## 畫像
- 林海音 / 江啟明 (Kong Kai Ming)  Portrait Gallery of Chinese Writers (Hong Kong Baptist University Library 香港浸會大學圖書館)